# Gabriel Hernández (futbolista)
Gabriel Hernández Alonso (Soacha, Colombia, 1 de enero de 1942) es un exfutbolista colombiano de padres españoles. Se destacó jugando para millonarios desde 1966 siendo capitán desde 1970 hasta 1974, atlético Bucaramanga y la selección Colombia, siendo uno de los jugadores que más veces han jugado con el club embajador.

## Trayectoria
Fue el primer futbolista soachuno en la liga profesional, llega a Millonarios de la mano de Jaime "El Loco" Arroyave. Se destacó en Millonarios desde su debut hasta su retiro por su gran habilidad con el balón era utilizado tanto por derecha como por izquierda con los embajadores disputó 297 partidos y anotó 10 goles.

## Selección nacional
En 1967 jugó los preolímpicos en Winnipeg Canadá. 
En 1968 estuvo jugando con la Selección Colombia.
En 1969 jugó las eliminatorias al mundial de México 1970.

## Estadísticas como jugador
| Club                            | Div.          | Temporada     | Liga  | Liga  | Copa Libertadores | Copa Libertadores | Total | Total |
| Club                            | Div.          | Temporada     | Part. | Goles | Part.             | Goles             | Part. | Goles |
| ------------------------------- | ------------- | ------------- | ----- | ----- | ----------------- | ----------------- | ----- | ----- |
| Millonarios · Colombia          | 1.ª           | 1966-74       | 297   | 10    | 13                | 1                 | 310   | 11    |
| Atlético Bucaramanga · Colombia | 1.ª           | 1975-78       | 0     | 0     | -                 | -                 | 0     | 0     |
| Total carrera                   | Total carrera | Total carrera | 297   | 10    | 13                | 1                 | 310   | 11    |

## Palmarés

### Como jugador
| Título           | Club                             | País     | Año       |
| ---------------- | -------------------------------- | -------- | --------- |
| Primera División | Millonarios Atlético Bucaramanga | Colombia | 1972 1976 |